# Биркхольц

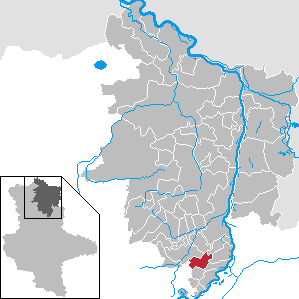
Биркхольц

Биркхольц (нем. Birkholz) — ортшафт и район городской общины Тангерхютте в Германии, в земле Саксония-Анхальт, район Штендаль. Население составляет 416 человек (на 31 декабря 2006 года). Занимает площадь 16,18 км².
Впервые упоминается в 1345 году. Ранее Биркхольц имела статус общины. 31 мая 2010 года вошла в состав города Тангерхютте.

## Население
| Год  | Численность | Численность |
| ---- | ----------- | ----------- |
| 2010 | 447         | [ 1 ]       |